# Св. св. Петър и Павел (Петрово)
Вижте пояснителната страница за други значения на Свети апостоли Петър и Павел.
„Св. св. Петър и Павел“ е късновъзрожденска църква в светиврачкото село Петрово, България, част от Неврокопската епархия на Българската православна църква. Обявена е за паметник на културата.

## История
Църквата е построена в южния край на селото в 1891 година. При ремонт в края на XX век в основите на храма са открити раннохристиянски гробове, вероятно от некропол, върху който е построена църквата.